# Meesterproef

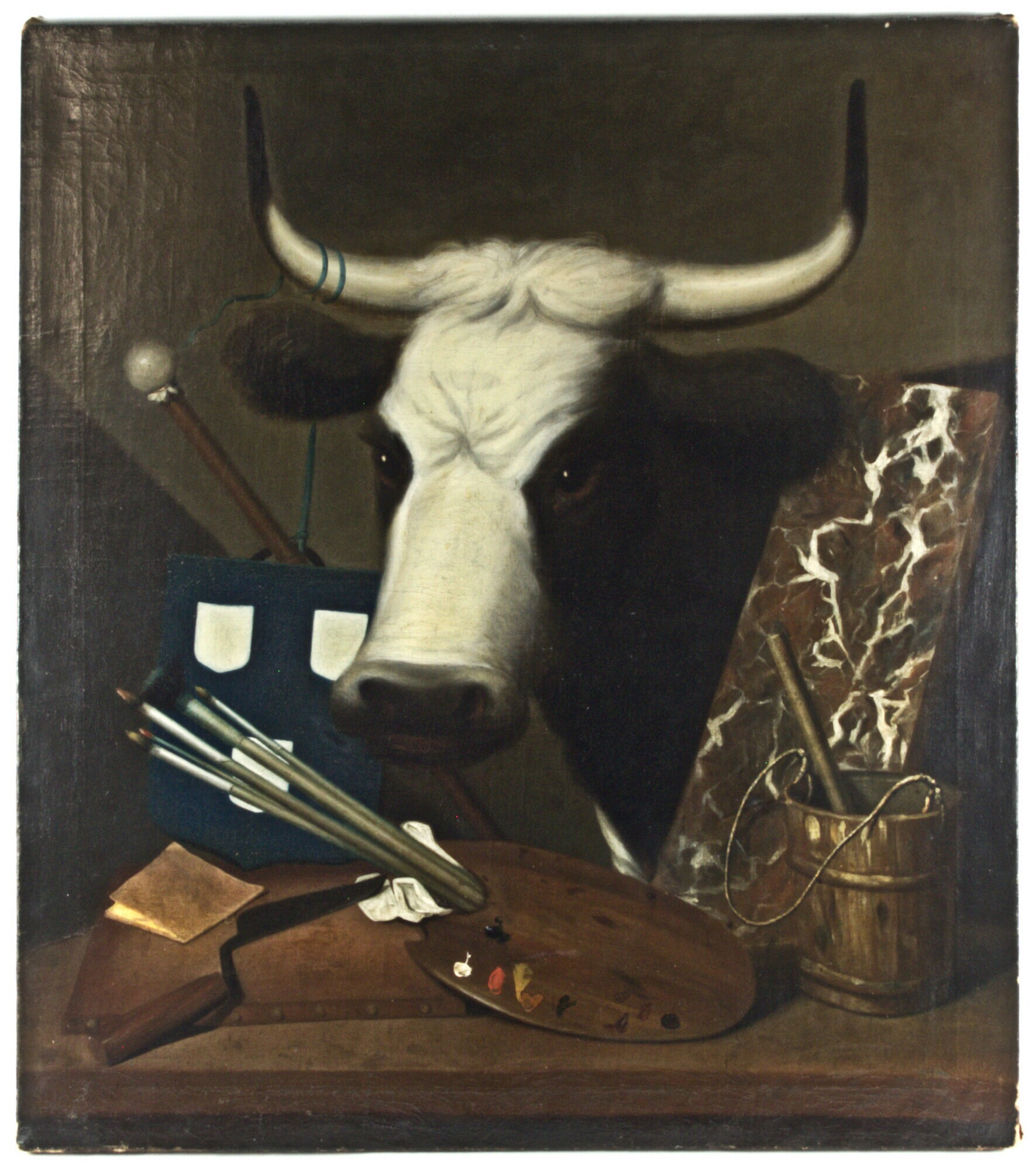
Meesterproef van Nicolaas Rijnenburg voor de Delftse Sint-Lucasgilde (1769)

De meesterproef was een werkstuk dat door een ambachtsman werd vervaardigd met het doel als meester lid te kunnen worden van een gilde.
Voor het eerst is sprake van de meesterproef in de 16e eeuw bij de goudsmeden, zilversmeden en tingieters. Vanuit de vroedschappen werd vaak bij de gilden aangedrongen op het instellen van meesterproeven voor deze beroepsgroepen om geknoei met gebruikte grondstoffen tegen te gaan en de kwaliteit van het eindproduct zo zeker mogelijk te stellen. Het belang van de plaatselijke bevolking stond daarbij centraal.
Overigens bestonden reeds in de 14e eeuw richtlijnen ten aanzien van het te gebruiken materiaal. De minste kwaliteit goud die verwerkt mocht worden, het zogenoemde toetsgout, werd op 18 karaat bepaald.
Als waarborg voor deze kwaliteit werd het merken van al het werk van de goud- en zilversmeden verplicht gesteld. Dit merken moest zowel door de edelsmid zelf (het meesterteken), als door de waardijn of proefmeester, een speciaal daartoe aangestelde stedelijke keurmeester, worden gedaan.
In de branche bestonden nog tal van andere bepalingen, zoals het verbod om zilver te smelten anders dan met open deuren, zodat iedereen het kon zien, en het verbod op vergulding van voorwerpen van lood, ijzer en koper. Ook was het verboden edelstenen te zetten in koper of valse stenen in goud.
In de loop van de 17e eeuw worden meesterproeven ingevoerd voor bijna alle andere belangrijke ambachten. Deze uitbreiding is vooral ingegeven door protectionistische motieven, want hadden eigenlijk geen ander doel dan handelaren van buiten de stad of uit het buitenland de voet dwars te zetten. In de stad mochten immers alleen producten worden verkocht die voorzien waren van merktekens. De meesterproef is blijven bestaan tot de opheffing van de gilden in 1798.